# Проскауэр, Иоганнес Макс
Иоганнес Макс Проскауэр (нем. Johannes Max Proskauer, 5 декабря 1923 — 20 декабря 1970) — немецкий ботаник.

## Биография
Иоганнес Макс Проскауэр родился в Гёттингене 5 декабря 1923 года.
Детство Проскауэра прошло в Гёттингене, где его отец был прокурором. Когда Иоганнес Макс был пятнадцатилетним мальчиком, родители отправили его в Англию незадолго до начала Второй мировой войны в 1939 году. Проскауэр получил своё университетское образование (в 1943 году — степень бакалавра, в 1944 году — степень бакалавра с отличием в области ботаники, а в 1947 году — степень доктора философии в области ботаники) в Лондонском университете. В 1948 году Иоганнес Макс прибыл в Беркли в качестве инструктора по ботанике, а в 1963 году получил должность профессора.
Иоганнес Макс Проскауэр умер в Беркли 20 декабря 1970 года.

## Научная деятельность
Иоганнес Макс Проскауэр специализировался на Мохообразных, водорослях и на семенных растениях.

## Избранные публикации
- 1948: Studies on the morphology of Anthoceros. Part 1. Annals of Bot., Ser. 2, 12: 237—265.
- 1948: Studies on the morphology of Anthoceros. Part 2. Annals of Bot., Ser. 2, 12: 427—439.
- 1950: Notes on Hepaticae.
- 1951: Studies on Anthocerotales. Part III. Bull. Torrey Bot. Club 78: 331—349.
- 1951: Studies on Anthocerotales. Part IV. Bull. Torrey Bot. Club 80: 65—75.
- 1954: On Sphaerocarpos stipitatus and the genus Sphaerocarpos.
- 1954: A study of the Phaeoceros laevis complex and the European Anthocerotae. Rapp. et Comm. VIII Cong. Int. Bot., Paris xiv-xvi: 68—69.
- 1955: The Sphaerocarpales of South Africa.
- 1957: Nachtrag zur Familie Anthocerotaceae.
- 1958: Studies on Anthocerotales, Part V. Phytomorphology 7: 113—135.
- 1960: Studies on Anthocerotales, Part VI. Phytomorphology 10: 1—19.
- 1961: On Carrpos, I. Phytomorphology 11: 359—378.
- 1962: On Takakia, especially its mucilage hairs J. Hattori Bot. Lab 25: 217—223.
- 1968: Studies on Anthocerotales. Part VII. Phytomorphology 17: 61—70.
- 1968: Papers on Bryology: 1948—1968.
- 1969: Studies on Anthocerotales. Part VIII. Phytomorphology 19: 52—66.